# Anthony Weber
Anthony Weber (Estrasburgo, Francia, 11 de junio de 1987) es un exfutbolista francés que jugaba de defensa.

## Clubes
| Club                    | País    | Año       |
| ----------------------- | ------- | --------- |
| R. C. Estrasburgo       | Francia | 2006-2009 |
| Paris F. C.             | Francia | 2009-2010 |
| Stade de Reims          | Francia | 2010-2017 |
| Stade Brestois          | Francia | 2017-2019 |
| S. M. Caen              | Francia | 2019-2021 |
| É. F. Reims Sainte-Anne | Francia | 2021-2022 |